# بنوات گرولت
بنوات گرولت (فرانسوی: Benoîte Groult‎؛ ۳۱ ژانویهٔ ۱۹۲۰ – ۲۰ ژوئن ۲۰۱۶) روزنامه‌نگار، فعال حقوق زنان و نویسنده اهل فرانسه بود.
وی همچنین برندهٔ چندین نشان لژیون دونور شده‌است.